# Jean Meylan
Pour les articles homonymes, voir Meylan (homonymie).
Jean Meylan est un chef d'orchestre suisse né le 22 décembre 1915 à Genève et mort dans la même ville le 9 janvier 1994.

## Biographie
Jean Meylan naît le 22 décembre 1915 à Genève,.
Il étudie à l'Université de Genève (obtenant une licence en droit en 1943) ainsi qu'au Conservatoires de Genève et de Lausanne, et travaille la direction d'orchestre auprès de Felix Weingartner, Paul Kletzki et Carl Schuricht,.
À l'issue de ses années de formation, Meylan mène principalement une carrière de chef invité, dirigeant régulièrement l'Orchestre symphonique de la Radio de Cologne, entre 1947 et 1949, puis l'Opéra de Cologne et l'Orchestre du Gürzenich.
Entre 1953 et 1956, il est chef invité permanent de l'Orchestre municipal de Saint-Gall, puis, de 1957 à 1962, est premier chef à l'Opéra de Genève.
À Genève, Jean Meylan dirige notamment Raskolnikov d'Heinrich Sutermeister (en 1965), Le Corsaire noir de Maurice Yvain (en 1962), Les Saltimbanques de Louis Ganne (en 1963), Ciboulette de Reynaldo Hahn (en 1964) et Le Pays du sourire de Franz Lehár (en 1970).
Défenseur des compositeurs suisses de son temps, il est comme chef d'orchestre le créateur de partitions de Marc Briquet, Heinz Holliger, Heinrich Sutermeister et Mathieu Vibert, notamment. Au disque, il enregistre en Tchécoslovaquie des œuvres de Beethoven, Schubert, de Falla et Prokofiev.
Jean Meylan meurt le 9 janvier 1994 à Genève.